# Lamponova wau
Lamponova wau är en spindelart som beskrevs av Norman I. Platnick 2000. Lamponova wau ingår i släktet Lamponova och familjen Lamponidae. Inga underarter finns listade i Catalogue of Life.